# Jessie Willcox Smith
Jessie Willcox Smith (n. 6 septembrie 1863, Pennsylvania, SUA – d. 3 mai 1935, Pennsylvania, SUA) a fost o ilustratoare americană în timpul Epocii de Aur a ilustrației americane, considerată „una dintre cele mai mari ilustratoare pure”. Colaboratoare la cărți și reviste la sfârșitul secolului al XIX-lea și începutul secolului XX, Smith a ilustrat povești și articole pentru clienți precum Century, Collier's, Leslie's Weekly, Harper's, McClure's, Scribners și Ladies' Home Journal. A avut o relație continuă cu Good Housekeeping, care a inclus o serie de ilustrații pentru Mama Gâscă și, de asemenea, crearea tuturor coperților Good Housekeeping din decembrie 1917 până în 1933. Printre cele peste 60 de cărți pe care Smith le-a ilustrat s-au numărat Cele patru fiice ale doctorului March și O fată de modă veche de Louisa May Alcott, Evangeline⁠(d) de Henry Wadsworth Longfellow și Grădina de versuri a unui copil al lui Robert Louis Stevenson .

## Viața timpurie
Jessie Willcox Smith s-a născut pe 6 septembrie 1863, în cartierul Mount Airy⁠(d) din Philadelphia, Pennsylvania. A fost cea mai mică dintre fele lui Charles Henry Smith, un broker de investiții, și Katherine DeWitt Willcox Smith. Jessie a urmat școli primare private. La vârsta de șaisprezece ani a fost trimisă la Cincinnati, Ohio, pentru a locui cu verii ei și a-și termina studiile. S-a pregătit pentru a deveni profesoară și a predat la grădiniță în 1883. Cu toate acestea, Smith a constatat că cerințele fizice ale lucrului cu copiii erau prea solicitante pentru ea. Din cauza problemelor cu spatele, a avut dificultăți în a se apleca la nivelul lor. Convinsă să participe la cursurile de artă ale unuia dintre prietenii sau verii ei, Smith și-a dat seama că avea talent la desen.

## Carieră

### Educație și carieră timpurie
În 1884 sau 1885,  Smith a urmat Școala de design pentru femei din Philadelphia⁠(d) (acum Moore College of Art and Design⁠(d)), iar în 1885 a urmat cursurile Academiei de Arte Frumoase din Pennsylvania (PAFA) aflată în Philadelphia sub supravegherea lui Thomas Eakins și Thomas Anshutz. Sub îndrumarea lui Eakins, Smith a început să folosească fotografia ca resursă în ilustrațiile sale. Deși comportamentul lui Eakins putea fi dificil, în special cu studentele, acesta a devenit una dintre primele sale influențe majore. În mai 1888, în timp ce Smith era încă la Academia din Pennsylvania, ilustrația ei Three Little Maidens All in a Row a fost publicată în revista St. Nicholas Magazine. Ilustrația era una dintre căile artistice prin care femeile își puteau câștiga existența la acea vreme. În acea perioadă, crearea de ilustrații pentru cărți pentru copii sau despre viața de familie era considerată o carieră potrivită pentru femeile artiste, deoarece făcea apel la instinctele materne. Alternativ, artele frumoase care includeau desenul despre viață nu erau considerate „feminine”. Ilustrația a devenit parțial viabilă atât datorită proceselor îmbunătățite de imprimare color, cât și a renașterii în Anglia a designului de carte.
Smith a absolvit PAFA în iunie 1888. În același an, a fost angajată pe un post de începătoare în departamentul de publicitate al Ladies' Home Journal. Responsabilitățile lui Smith erau să termine schițe brute, să proiecteze chenarele și să pregătească arta publicitară pentru revistă. În acest rol, ea a ilustrat cartea de poezie New and True: rhymes and rhythms and histoires droll for boys and girls from pole to pole (1892) de Mary Wiley Staver.
În timp ce era la Ladies' Home Journal, Smith s-a înscris în 1894 la cursurile predate de Howard Pyle⁠(d) la Institutul Drexel, acum Universitatea Drexel. A făcut parte din prima sa clasă, care era formată în proporție de aproape 50% din femei Pyle i-a împins pe mulți artiști din generația lui Smith să lupte pentru dreptul lor de a ilustra pentru marile edituri. El a lucrat în special îndeaproape cu mulți artiști pe care îi considera „talentați”. Smith a scris mai târziu un discurs în care afirma că lucrul cu Pyle a măturat „toate pânzele de păianjen și confuziile care asediau atât de mult calea studentului de artă.” Discursul a fost ulterior compilat în lucrarea din 1923 „Report of the Private View of Exhibition of the Works of Howard Pyle at the Art Alliance”. Ea a studiat cu Pyle până în 1897.

### Red Rose Girls

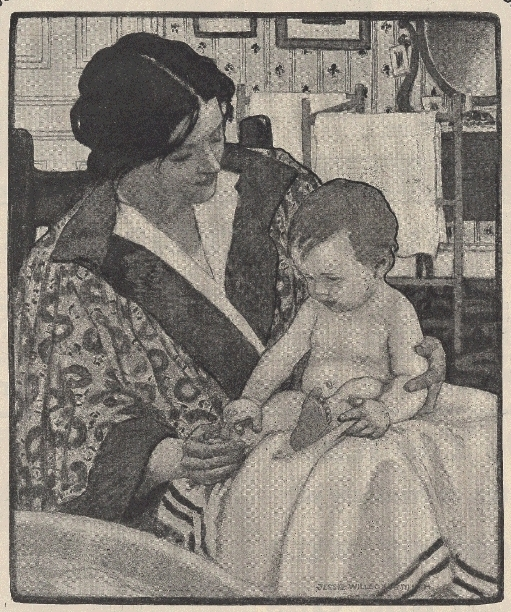
Ilustrație pentru săpunul Ivory, 1901

În timp ce studia la Drexel, Smith le-a întâlnit pe Elizabeth Shippen Green⁠(d) și Violet Oakley⁠(d), care aveau un talent similar și cu care avea interese comune. Au dezvoltat o prietenie pe viață, împărțind un studio pe strada Chestnut din Philadelphia și lucrând împreună. Oakley și Smith au ilustrat Evangeline de Henry Wadsworth Longfellow, publicată în 1897. Profesorul lor Howard Pyle a ajutat la asigurarea acestei prime comenzi pentru cele două artiste.
La începutul secolului al XX-lea, cariera lui Smith a înflorit. Ea a ilustrat o serie de cărți, reviste și a creat o reclamă pentru săpunul Ivory. Lucrările ei au fost publicate în Scribner's, Harper's Bazaar, Harper's Weekly⁠(d) și St. Nicholas Magazine. A câștigat un premiu pentru lucrarea Spălarea copiilor. Green, Smith și Oakley au devenit cunoscute ca „The Red Rose Girls” după Red Rose Inn din Villanova, Pennsylvania⁠(d), unde au trăit și au lucrat împreună timp de patru ani, de la începutul anilor 1900. Au închiriat hanul, unde li s-au alăturat mama lui Oakley, părinții lui Green și Henrietta Cozens, care a administrat grădinile și hanul. Alice Carter a scris despre aceste femei în The Red Rose Girls: An Uncommon Story of Art and Love pentru o expoziție a lucrării lor la Muzeul Norman Rockwell. Directorul muzeului, Laurie Norton Moffatt, a spus: „Aceste femei au fost considerate cele mai influente artiste ale vieții domestice americane la începutul secolului al XX-lea. Sărbătorite la vremea lor, imaginile lor poetice și idealizate încă se impun ca arhetipuri ale maternității și copilăriei un secol mai târziu."
Green și Smith au ilustrat calendarul, Copilul în 1903. Smith a expus la Academia de Arte din Pennsylvania în acel an și a câștigat premiul Mary Smith. Când artistele au pierdut contractul de închiriere pentru Red Rose Inn în 1904, o fermă a fost remodelată de Frank Miles Day pentru ele în West Mount Airy, Philadelphia⁠(d). Ele și-au numit noua lor casă comună și locul de muncă „Cogslea”, extrase din inițialele numelui lor și ale colegului de cameră a lui Smith, Henrietta Cozens.

### Femeia nouă

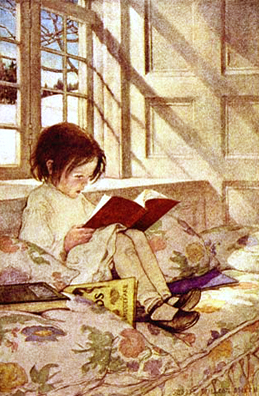
Grădina de versuri a unui copil, 1905

Pe măsură ce oportunitățile educaționale s-au deschis femeilor la sfârșitul secolului al XIX-lea, femeile artiste s-au alăturat întreprinderilor profesionale și și-au fondat, de asemenea, propriile asociații de artă. Dar lucrările de artă ale „doamnelor artiste” erau considerate inferioare. Pentru a ajuta la depășirea acestui stereotip, femeile au devenit „din ce în ce mai vocale și încrezătoare” în promovarea muncii lor, ca parte a imaginii emergente a „Femeii noi” educate, moderne și mai libere. Artistele „au jucat roluri cruciale în reprezentarea Noii Femei, atât prin desenarea imaginilor icoanei, cât și prin exemplificarea acestui tip emergent prin propriile vieți”.
La sfârșitul secolului al XIX-lea și începutul secolului al XX-lea, aproximativ 88% dintre abonații celor 11.000 de reviste și periodice americane erau femei. Pe măsură ce mai multe femei au intrat în comunitatea artistică, editorii au angajat femei pentru a crea ilustrații care descriu lumea din perspectiva femeilor. Alți ilustratori de succes au fost Jennie Augusta Brownscombe⁠(d), Rose O'Neill⁠(d), Elizabeth Shippen Green și Violet Oakley⁠(d).

### Cariera continuată
Smith a preferat să creeze ilustrații pentru coperți și povești, precum și reclame ilustrate, care purtau semnătura ei. Smith era cunoscută în special pentru ilustrațiile sale și afișele publicitare cu copii și femei, care au atras milioane de oameni.
Potrivit Muzeului Național de Ilustrație Americană, mulți spun că Smith este „cel mai mare ilustrator de cărți pentru copii”, iar munca ei a fost comparată cu cea a lui Mary Cassatt pentru portretizarea îndrăzneață a copiilor.
Smith a fost membră a Clubului Plastic din Philadelphia (fondat în 1897), înființat pentru a promova „Arta de dragul artei” și pentru a oferi un mijloc de a se încuraja reciproc din punct de vedere profesional și de a crea oportunități de a-și vinde lucrările.  Printre ceilalți membri s-au numărat Elenore Abbott⁠(d), Violet Oakley și Elizabeth Shippen Green. Toate femeile care au fondat acest club au fost eleve ale lui Howard Pyle.
În 1903, Societatea Ilustratorilor le-a ales pe Florence Scovel Shinn și Elizabeth Shippen Green⁠(d) drept primele femei membre. Smith, Oakley și May Wilson Preston au devenit membre în anul următor. Au fost membre asociate până în 1920, când au devenit membre cu drepturi depline ai organizației.
În 1905, ea a fost unul dintre cei șapte artiști importanți care au încheiat contracte să lucreze exclusiv pentru Collier's. Ceilalți au fost Charles Dana Gibson⁠(d), Maxfield Parrish⁠(d), AB Frost⁠(d), Frank Xavier Leyendecker⁠(d), EW Kemble⁠(d) și Frederic Remington⁠(d).
Potrivit The New York Times în 1910, Smith a câștigat aproximativ 12.000 USD( 315.686 USD astăzi) pe an  și, la fel ca Norman Rockwell și JC Leyendecker⁠(d), a devenit populară ca „star media”.
În 1911, ambii ei părinți și fostul ei profesor și promotor, Howard Pyle, au murit, iar Elizabeth Shippen Green s-a căsătorit cu Huger Elliott.  Oakley a avut un proiect mural major în capitala statului Pennsylvania din Harrisburg, care a ținut-o departe de Cogslea pentru perioade îndelungate. Smith avea o casă cu 16 camere și o garsonieră pe care ea le-a numit Cogshill, construită pe o proprietate lângă Cogslea. A locuit în această casă, ultima ei casă, cu Cozens, mătușa ei și fratele ei. 

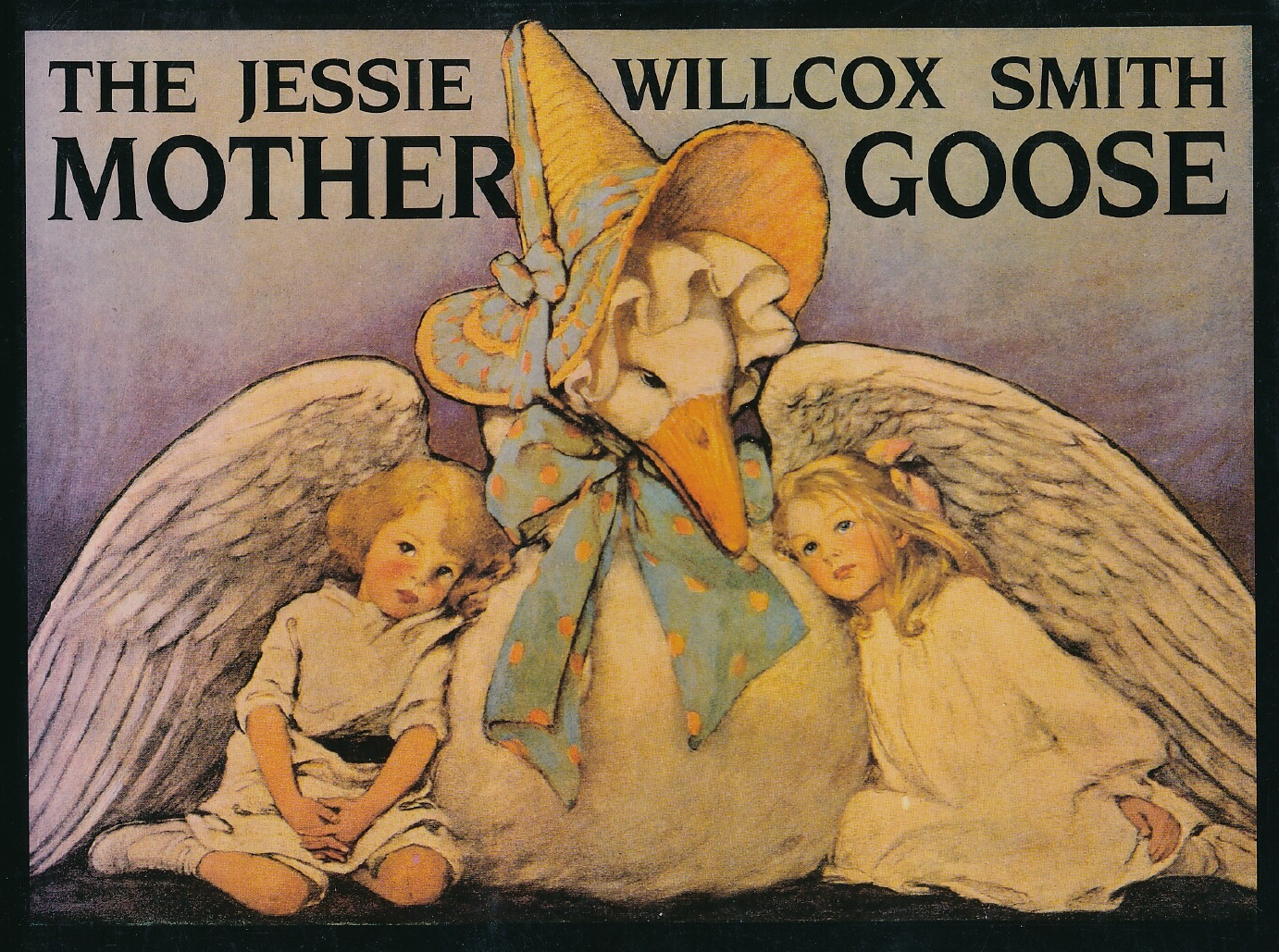
Mama gâscă de Jessie Willcox Smith, 1914

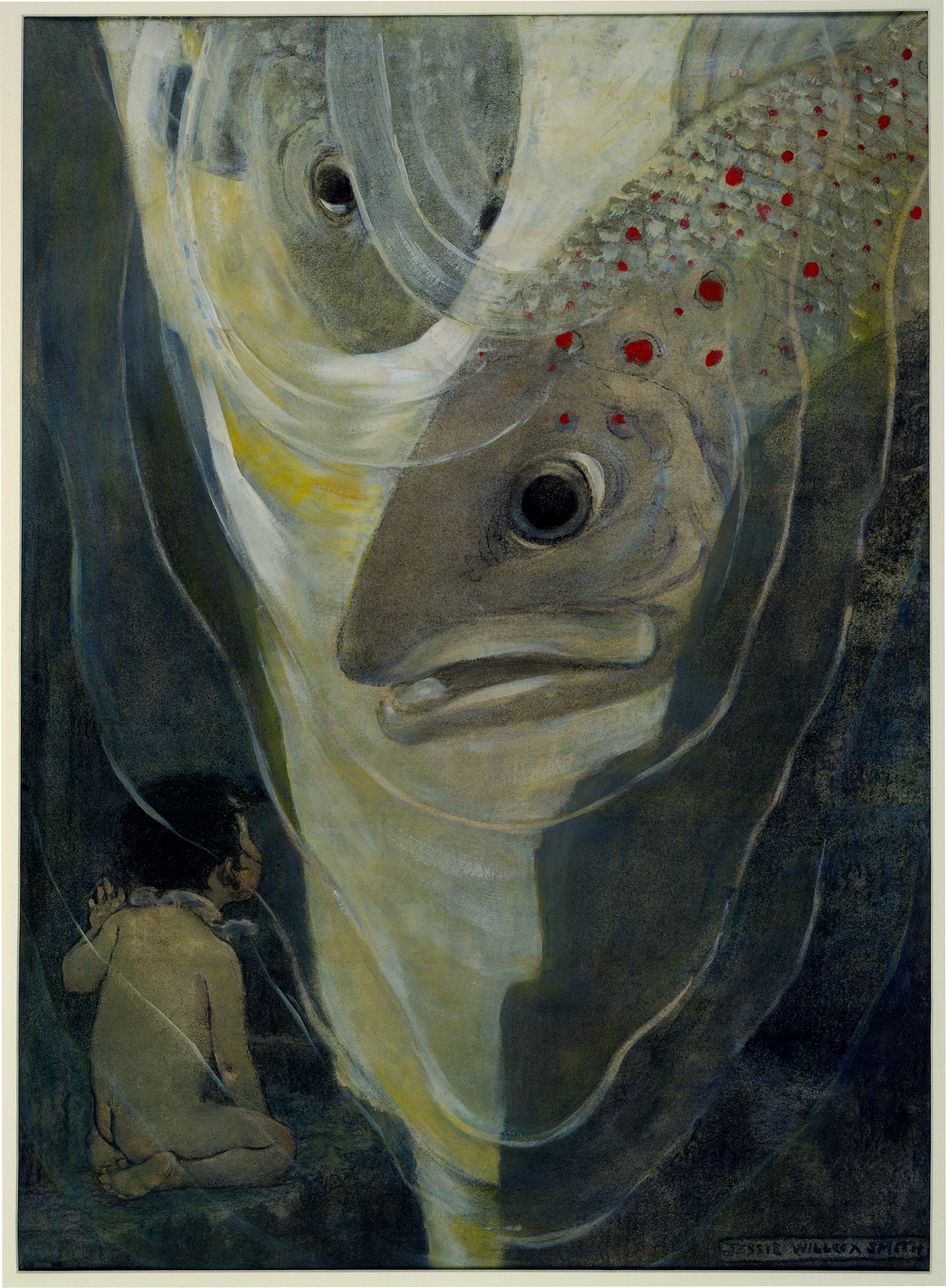
The Water-Babies

În următorii câțiva ani a continuat să creeze ilustrații pentru reviste, inclusiv o serie de ilustrații Mama Gâscă tipărite în Good Housekeeping, care au fost alb-negru până la mijlocul anului 1914, când au fost tipărite color. Ilustrațiile sale au fost reproduse în cartea The Jessie Willcox Smith Mother Goose de Dodd, Mead and Company. Această carte, reflectând tema ei continuă a mamei și copilului într-o portretizare realistă, a fost un succes comercial. Biograful Edward D. Nudelman a scris: „Ilustrația de pe coperta acestei cărți, care prezintă doi copii cuibăriți sub aripile Mamei Gâscă, este una dintre cele mai plăcute și mai calde imagini realizate de Smith. Seninătatea descrisă în postura și expresia copiilor, împreună cu preocuparea materială a Mamei Gâscă, e o dovadă a geniului lui Smith”.
Smith avea un talent deosebit în a picta copii, folosind în mod convingător laptele, prăjiturile și basmele pentru a obține un model de copil relaxat, concentrat. Într-un articol din octombrie 1917 din Good Housekeeping, ea scria că „un copil se va uita întotdeauna direct la cineva care spune o poveste; astfel, în timp ce pictez, spun povești minunate de auzit”. În 1915, Smith a terminat una dintre cele mai cunoscute lucrări ale ei, o serie de imagini pentru The Water-Babies de Charles Kingsley.
A ilustrat fiecare copertă tipărită a revistei Good Housekeeping din decembrie 1917 până în aprilie 1933, creând un total de 184 de ilustrații cu scene de familie pentru revistă. Este artista cu cea mai lungă serie continuă de coperți de reviste ilustrate. Revista a spus despre ea: „Cu siguranță, niciun alt artist nu este atât de potrivit să ne înțeleagă și să creeze pentru noi imagini care să reprezinte atât de bine ceea ce noi, ca revistă, ne străduim să facem. Prezentarea către cititorii noștri a celor mai înalte idealuri ale căminului american, căminul cu acea anumită integritate dulce pe care o asociem cu un living însorit – și cu copiii.”
A a fost una dintre cele mai bine plătite ilustratoare ale vremii, câștigând peste 1.500 de dolari pe coperta. Smith a creat, de asemenea, ilustrații pentru săpunul Ivory de la Kodak și Procter & Gamble de-a lungul carierei sale. A realizat ilustrații pentru revistele Collier's și pentru operele lui Charles Dickens, precum Tiny Tim, Dickens' Children – Ten Children și David Copperfield.
Smith a continuat să creeze ilustrații de-a lungul vieții, dar a crescut numărul de portrete pe care le-a pictat începând cu 1925. A folosit o tehnică pe care a învățat-o de la Eakins în ultimii ani, folosind fotografiile ca instrument pentru crearea portretelor.

### Stilul artistic
Stilul lui Smith s-a schimbat drastic de-a lungul vieții sale. La începutul carierei, a folosit margini cu linii întunecate pentru a delimita obiecte și oameni viu colorați, într-un stil descris drept „japonez”. În lucrările ulterioare, ea a atenuat liniile și culorile până când acestea aproape au dispărut. Smith a lucrat în tehnici mixte: ulei, acuarelă, pasteluri, guașă, cărbune, orice simțea că îi dădea efectul dorit. Adesea suprapunea uleiuri peste cărbune, pe o hârtie a cărei granulație sau textură adăuga un element important lucrării. Utilizarea culorilor a fost influențată de pictorii impresioniști francezi.
Cea mai mare parte a operei lui Smith se referă la copii și la dragostea maternă. Mulți recenzenți spun că Smith încerca în permanență să recreeze imaginea iubirii de care a avut nevoie cu disperare în copilărie. Smith prefera să folosească ca modele copii neprofesioniști, în loc de copii actori, deoarece considera că copiii profesioniști nu aveau același suflet sau dorința de a explora, ca modelele de copii amatori. Își invita prietenii în vizită și le privea copiii jucându-se, pentru a se inspira.

### Deces și moștenire
Deși nu a fost niciodată o pasionată de călătorii, Smith a acceptat în cele din urmă să facă un tur al Europei în 1933 împreună cu Isabel Crowder, care era atât nepoata Henriettei Cozens, cât și asistentă medicală. În timpul călătoriei, sănătatea ei s-a deteriorat. Smith a murit în somn în casa ei din Cogshill în 1935, la vârsta de 71 de ani.
În 1936, Academia de Arte Frumoase din Pennsylvania a organizat o expoziție retrospectivă memorială a lucrărilor ei.
În 1991, Smith a devenit doar a treia femeie care a fost inclusă în Hall of Fame al Societății Ilustratorilor. Lorraine Fox⁠(d) (1979) a fost prima, iar Neysa Moran McMein⁠(d) (1984) a fost cea de a doua. Din grupul mic de femei incluse de atunci, trei au fost membrele The Red Rose Girls: Jessie Willcox Smith, Elizabeth Shippen Green (1994) și Violet Oakley (1996).
Smith a lăsat moștenire 14 lucrări originale colecției „Cabinet of American Illustration” a Bibliotecii Congresului Statelor Unite ale Americii pentru a documenta epoca de aur a ilustrației (1880-1920). Lucrările lui Smith sunt depozitate în colecția Arhivelor de Artă Americană de la Institutul Smithsonian. 

## Colecții
Lucrările ei se află în colecțiile următoare:
- Galeriile de patrimoniu Brandywine, Muzeul Brandywine River[61]
- Muzeul de Artă din Delaware[17]
- Departamentul de cărți rare, Biblioteca gratuită din Philadelphia[62]
- Muzeul Național de Ilustrație Americană[63]
- Galeria digitală a Bibliotecii publice din New York.[64]
- Academia de Arte Frumoase din Pennsylvania⁠(d)[65]
- Muzeul de Artă din Philadelphia [66]
- Biblioteca Congresului Statelor Unite ale Americii[67]
- Muzeul de Artă al Universității din Michigan[68]
- Colecția de cercetare a literaturii pentru copii de la Universitatea din Minnesota[69]

## Lucrări
Smith a realizat ilustrații pentru mai mult de 250 de periodice, 200 de coperți de reviste, 60 de cărți, imprimări, calendare și postere din 1888 până în 1932. A pictat și portrete. Unele dintre lucrările ei sunt enumerate mai jos.

### Ilustrații
- Noi și adevărate [Poezii] – Mary Wiley Staver (Lee & Shepard, 1892)
- Evangeline: A Tale of Acadie – Henry Wadsworth Longfellow (1897)
- Tinerii puritani în captivitate – Mary Prudence Wells Smith (Little, Brown & Co, 1899)
- Vara Brendei la Rockley – Helen Leah Reed (1901)
- O fată de modă veche – Louisa May Alcott (1902)
- Cartea copilului [Nuvele] – Mabel Humphrey (Stokes, 1903)
- Rime ale copiilor adevărați – Betty Sage (Duffield, 1903)
- În camera închisă – Frances Hodgson Burnett (Hodder, 1904)
- Grădina de versuri a unui copil – Robert Louis Stevenson (Scribner US/Longmans Green UK, 1905)
- The Bed-Time Book – Helen Hay Whitney⁠(d) (Duffield SUA/Chatto Marea Britanie, 1907)
- Dream Blocks – Aileen Cleveland Higgins (Duffield SUA/Chatto Marea Britanie, 1908)
- Cele șapte vârste ale copilăriei – Carolyn Wells⁠(d) (Moffat & Yard, 1909)
- Cartea cu versuri vechi a unui copil – Diversi poeți (Duffield, 1910)
- Cele cinci simțuri – Angela M. Keyes (1911)
- Cartea cu zânele de acum – Anna Alice Chapin⁠(d) (1911)
- Cartea de povești a unui copil – Penrhyn W. Coussens (1911)
- Copiii lui Dickens – Charles Dickens (Scribner, 1912)
- Era noaptea de dinainte de Crăciun – Clement Clarke Moore⁠(d) (1912)[71]
- The Jessie Wilcox Smith Mother Goose (1914)
- Cele patru fiice ale doctorului Marsh – Louisa May Alcott (Little, Brown & Co, 1915)
- Când vine Crăciunul - Priscilla Underwood (Duffield, 1915)
- Calendarul premium al lui Swift (1916)
- The Water Babies – Charles Kingsley (Dodd, Mead & Co, 1916)[47]
- Calea către Țara Minunilor – Mary Stewart (Dodd, Mead & Co, 1917)
- În spatele vântului de nord – George MacDonald⁠(d) (McKay, 1919)
- Prințesa și spiridușul - George MacDonald (McKay, 1920)
- Heidi – Johanna Spyri (McKay, 1922)
- Băieți și fete din Bookland – Nora Archibald Smith⁠(d) (Cosmopolitan Book Corporation, 1923)
- Cartea de povești a unui copil foarte mic – Ada M. și Eleanor L. Skinner (1923)
- O carte de povești de țară pentru copii – Ada M. și Eleanor L. Skinner (Duffield, 1925)

### Reviste
Cele mai importante reviste pe care le-a ilustrat includ:
- Saint Nicholas Magazine (1888–1905)
- Ladies Home Journal (1896–1915)
- Ladies Home Companion până în 1897, numele schimbat în Woman's Home Companion (1896–1920)
- Collier's (1899–1916)
- Scribner's Magazine (1900–1937)
- McClure's Magazine (1903–1909)
- Good Housekeeping Magazine (1912–1933)

## Galerie

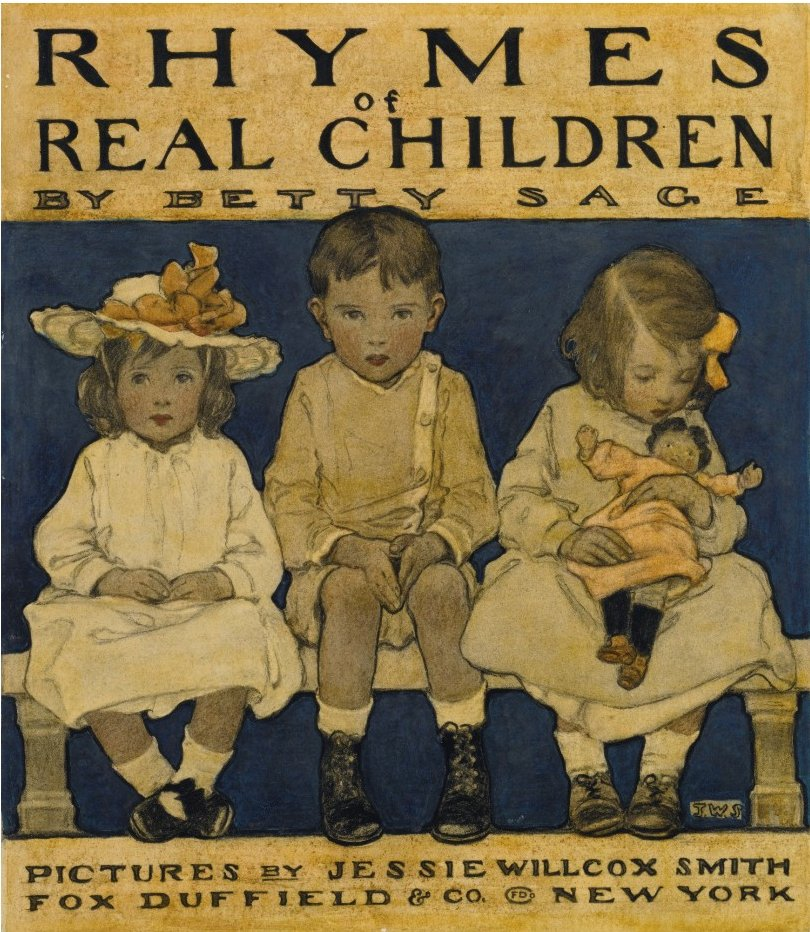
Versuri ale copiilor adevărați
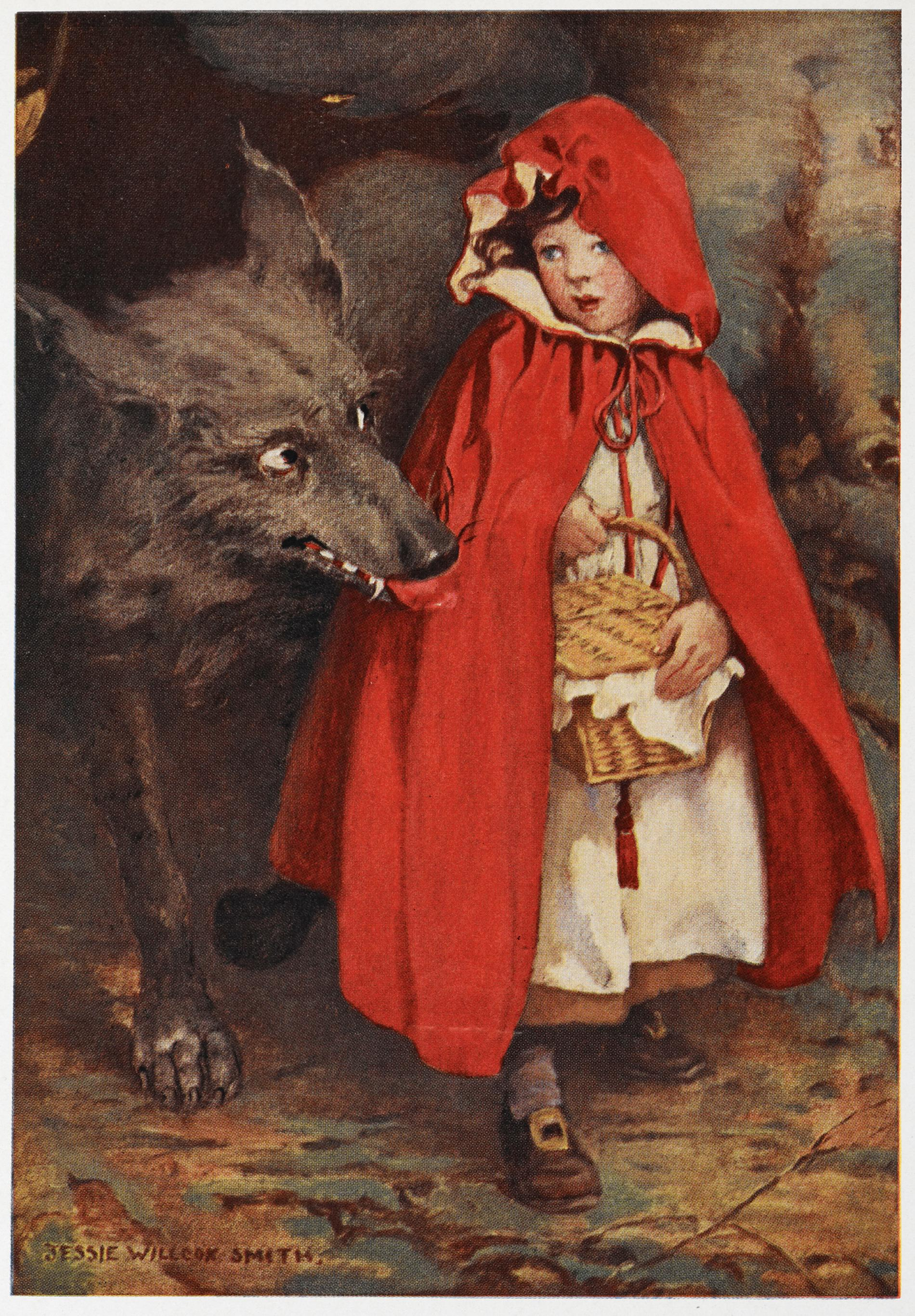
Scufița roșie
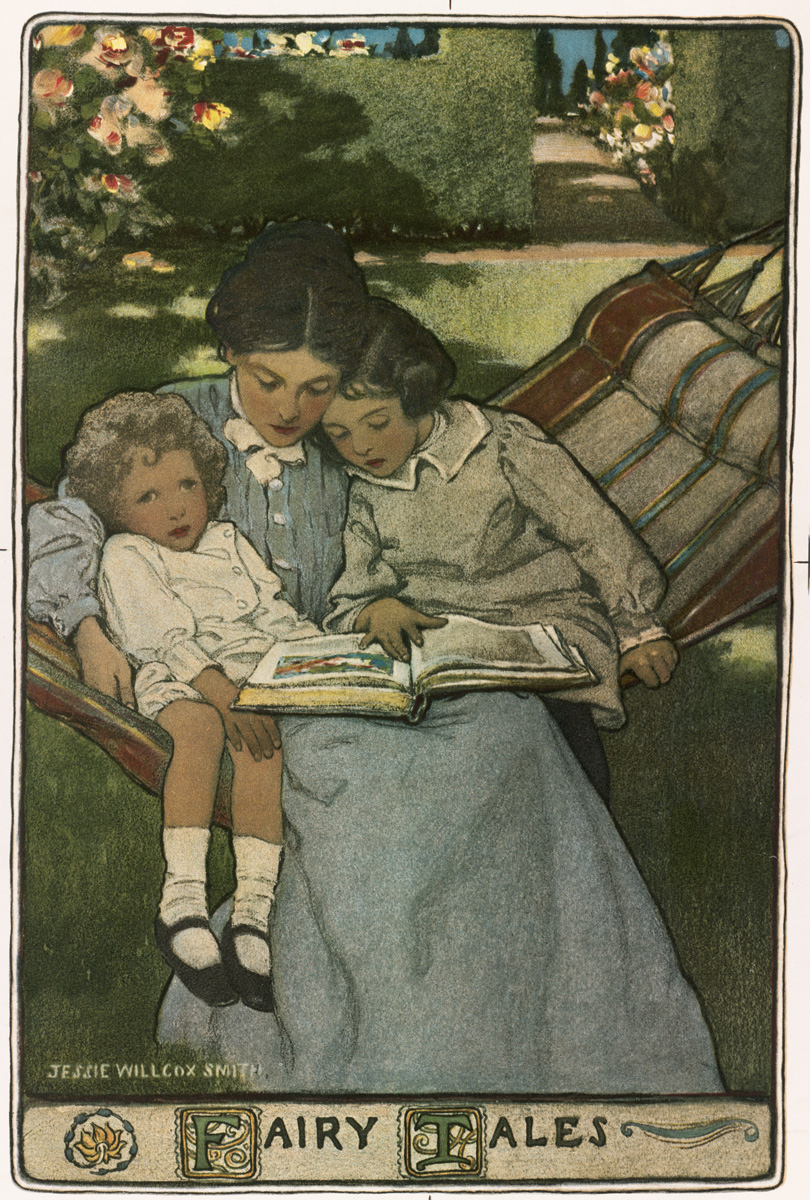
Basme, Biblioteca Publică din Boston
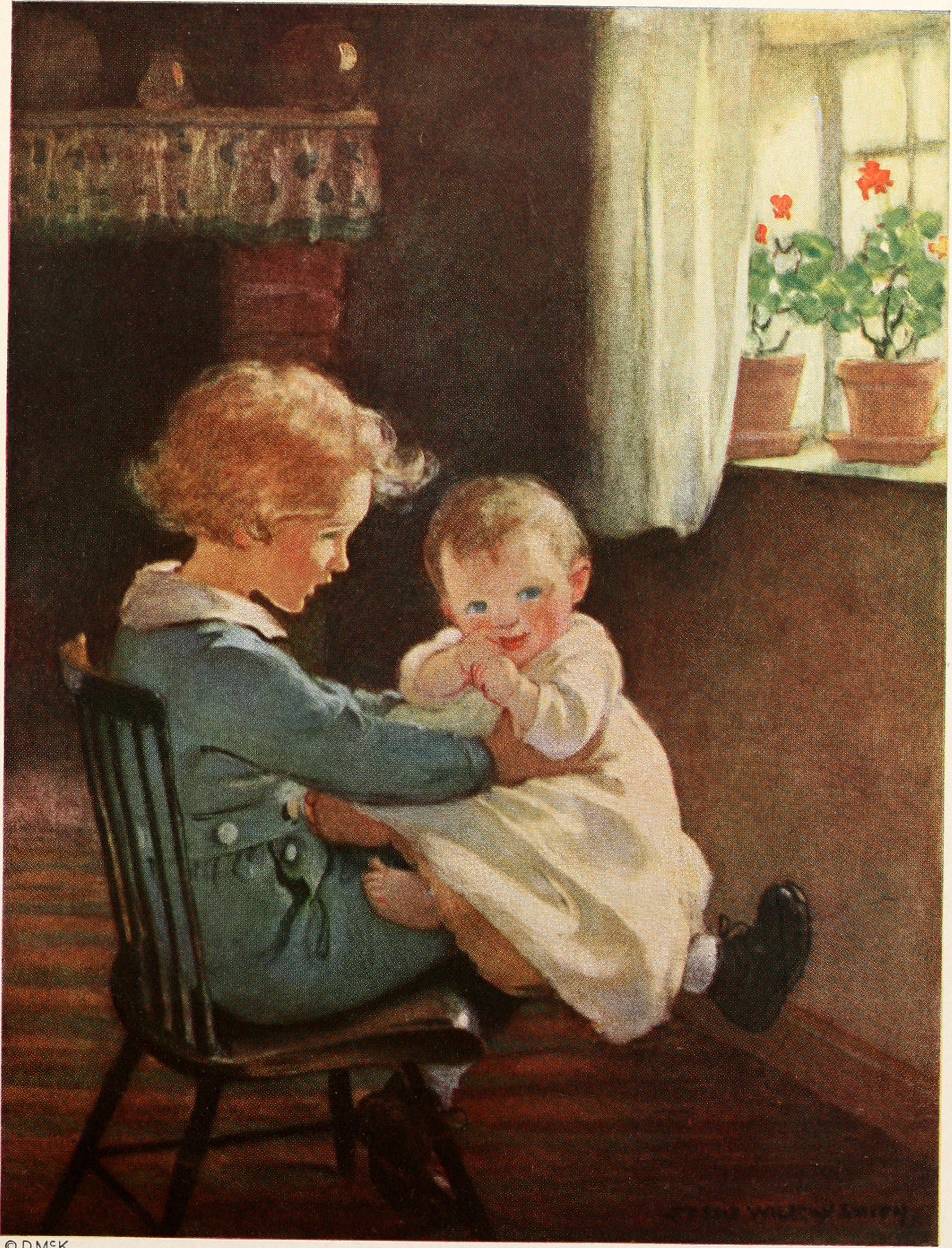
În spatele vântului de nord
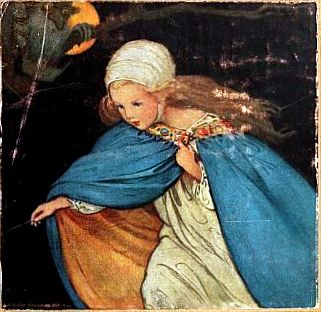
Prințesa și spiridușul
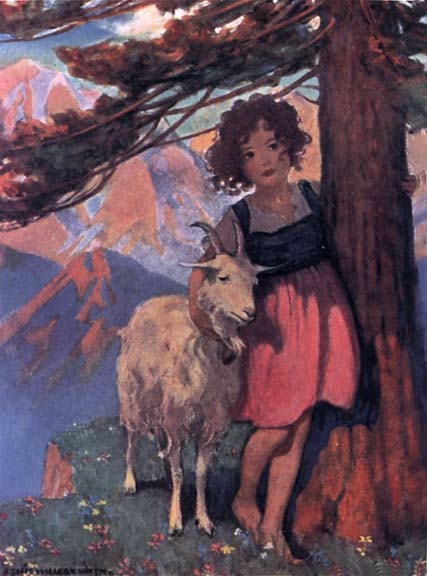
Heidi, (frontispiciu) ediția 1922
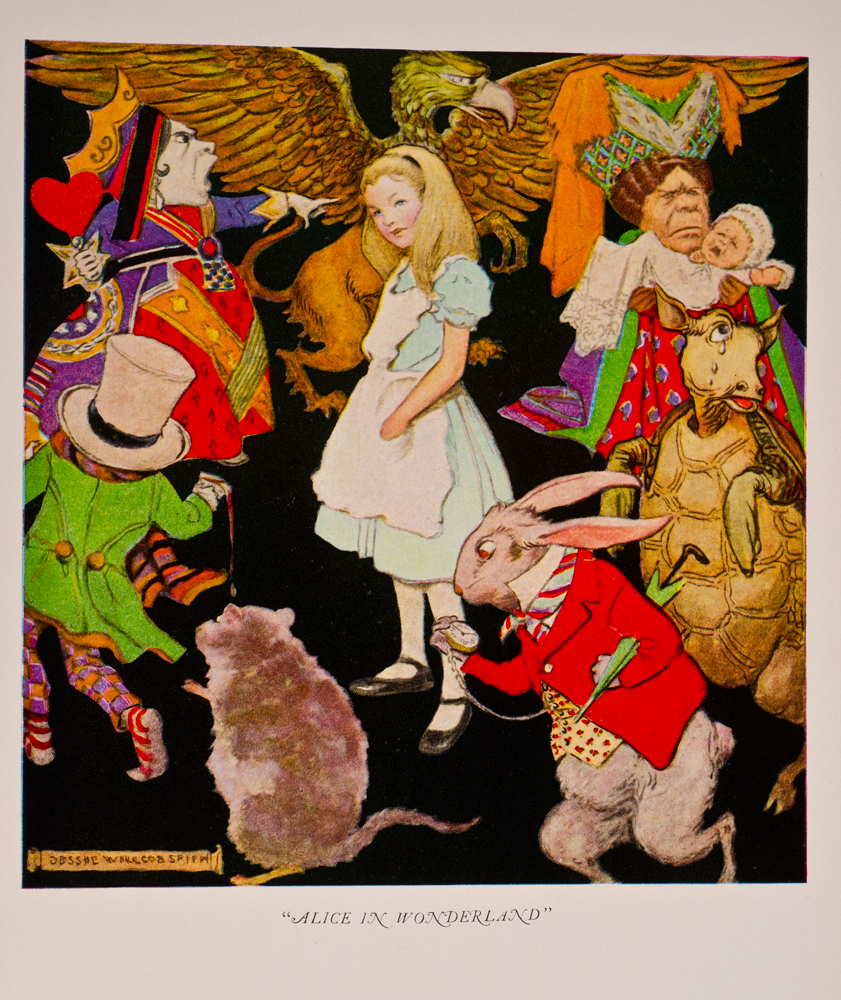
Aventurile lui Alice în Țara Minunilor, ilustrație de pe coperta și interiorul filmului Băieți și fete din Bookland, 1923